# Olimpiada ’40
Olimpiada ’40 – polski film wojenny. Opowieść o olimpiadzie zorganizowanej przez jeńców wojennych w stalagu w 1940 roku. Film oparty na faktach.

## Obsada aktorska
- Mariusz Benoit – Piotr
- Jerzy Bończak – Jacques
- Tadeusz Galia – Leon
- Krzysztof Janczar – Andrzej
- Ryszard Kotys – strażnik Schlappke
- Igor Przegrodzki – major Hans von Klabe, komendant obozu
- Wojciech Pszoniak – Otto Schultze
- Marek Siudym – Jan Mroczek
- Edward Bukowian – Olaf